# Naide Gomes

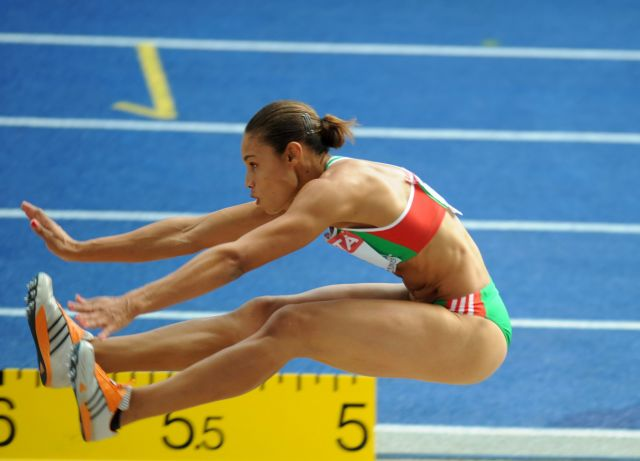
Naide Gomes bei den Weltmeisterschaften 2009

Naide Gomes (vollständiger Name Enezenaide do Rosario da Vera Cruz Gomes; * 10. November 1979 in São Tomé und Príncipe) ist eine portugiesische Leichtathletin. Sie startete bis 2001 für ihr Geburtsland, das bis 1975 portugiesische Kolonie war. Seither tritt sie für Portugal an, wohin sie bereits als Elfjährige zu ihrer Mutter gezogen ist und für verschiedene Vereine antrat, u. a. 1996 für Belenenses Lissabon. Seit 1998 startet sie für Sporting Lissabon.

## Leben
Für São Tomé und Príncipe nahm sie 1999 an den Afrikaspielen teil und wurde Fünfte im Siebenkampf. Bei den Olympischen Spielen 2000 startete sie im Vorlauf über 100 Meter.
2001 wechselte Naide Gomes die Staatsbürgerschaft und wurde Portugiesin. Bei den Halleneuropameisterschaften 2002 gewann sie ihre erste Medaille für Portugal, als sie Zweite im Fünfkampf wurde. Gold gewann die Russin Jelena Prochorowa und Bronze gewann die Schwedin Carolina Klüft. Bei den Europameisterschaften 2002 wurde Naide Gomes Zehnte im Weitsprung und Achtzehnte im Siebenkampf.
Bei den Hallenweltmeisterschaften 2003 belegte sie Platz fünf im Fünfkampf. Ein Jahr später gewann sie bei den Hallenweltmeisterschaften 2004 mit persönlicher Bestzeit von 4794 Punkten. Bei den Olympischen Spielen 2004 belegte sie im Siebenkampf mit 6151 Punkten Platz 13.
In Madrid bei den Halleneuropameisterschaften 2005 gewann Naide Gomes Gold im Weitsprung mit 6,70 m. Es dauerte allerdings einige Zeit, bis ihr Sieg offiziell war. Im letzten Versuch zeigte die Weitenmessung bei einem Sprung der Deutschen Bianca Kappler eine Weite 6,96 m an. Diese Weitenmessung war offensichtlich nicht korrekt, andererseits war keine Handmessung erfolgt, so dass Kappler, die zu diesem Zeitpunkt vier Plätze und fünf Zentimeter hinter der Bronzemedaille lag, einen Versuch weniger anerkannt hatte als die übrigen Athletinnen.
Einen Tag später wurde das salomonische Urteil gefällt: Kappler erhält eine zusätzliche Bronzemedaille, das übrige Ergebnis bleibt unberührt. Damit konnte Naide Gomes ihre Goldmedaille erhalten.
Bei den Weltmeisterschaften 2005 trat Gomes im Siebenkampf an und belegte mit 6189 Punkten den siebten Platz, nachdem sie drei Wochen vorher im spanischen Logrono mit 6230 Punkten eine persönliche Bestleistung erreicht hatte.
2006 trat Naide Gomes hauptsächlich als Weitspringerin auf. Sie gewann mit 6,76 m zunächst Bronze bei den Hallenweltmeisterschaften und rückte nach der Doping-Disqualifikation von Tatjana Kotowa auf den Silberrang vor. Bei den Europameisterschaften gewann sie mit 6,84 m Silber hinter der Russin Ljudmila Koltschanowa, die 6,93 m sprang.
Bei den Halleneuropameisterschaften 2007 in Birmingham gewann Naide Gomes den Weitsprung mit neuem portugiesischem Landesrekord von 6,89 m. Am 21. Juli 2007 sprang sie in Madrid mit 7,01 m erstmals über die Sieben-Meter-Marke. Damit war sie eine der Favoritinnen für die Weltmeisterschaften 2007 in Osaka. Dort lag sie bis zum letzten Durchgang mit 6,87 m auf dem zweiten Platz hinter Tatjana Lebedewa. Im letzten Durchgang wurde sie von Ljudmila Koltschanowa und Tatjana Kotowa übertroffen, Gomes wurde Vierte.
2008 bei den Hallenweltmeisterschaften in Valencia gewann sie den Weitsprung mit 7,00 m. Beim Super-Grand-Prix-Meeting in Stockholm am 22. Juli 2008 verbesserte sie ihren Landesrekord zuerst auf 7,04 m. Diesen steigerte sie am 29. Juli in Monte Carlo auf 7,12 m. Bei den Olympischen Spielen 2008 konnte sie sich im Weitsprung nicht für das Finale qualifizieren.
In Berlin bei den Weltmeisterschaften 2009 errang sie nach der dopingbedingten Disqualifikation der zunächst zweitplatzierten Russin Tatjana Lebedewa mit 6,77 m die Bronzemedaille im Weitsprung.
Nach zwei Jahren gab es bei den Hallenweltmeisterschaften 2010 in Doha wieder eine Medaille für Gomes, mit 6,67 m lag sie drei Zentimeter hinter der Siegerin Brittney Reese. Noch knapper fiel ihre Niederlage bei den Europameisterschaften 2010 in Barcelona aus. Wie die lettische Europameisterin Ineta Radēviča sprang Gomes auf 6,92 m, über Gold und Silber entschied der bessere zweitbeste Sprung und den war Radēviča mit 6,87 m gesprungen gegenüber 6,68 m von Gomes.
Bei einer Körpergröße von 1,81 m beträgt ihr Wettkampfgewicht 70 kg.